# Cuthona behrensi
Cuthona behrensi is een slakkensoort uit de familie van de Cuthonidae. De wetenschappelijke naam van de soort is voor het eerst geldig gepubliceerd in 2007 door Hermosillo & Valdés.